# Noginsk
Noginsk è una città della Russia europea centrale, situata sul fiume Kljaz'ma 50 km a est di Mosca e compresa nel suo oblast'; fino al 2018 era il capoluogo amministrativo dell'omonimo rajon.

## Storia
Risalente al 1389, quando venne fondata con il nome di Rogož' (Рогожь), fu denominata successivamente Staryj Rogožskij Jam (Старый Рогожский Ям) e Bogorodsk (Богородск); venne dichiarata città dalla zarina Caterina II nel 1781, mentre il nome attuale, in onore di Viktor Pavlovič Nogin, arrivò solo nel 1930.
Oggi Noginsk è un centro prevalentemente industriale, specializzato nel ramo tessile.

## Andamento demografico[1]
- 1897: 11 200
- 1939: 81 000
- 1959: 93 000
- 1979: 118 800
- 1989: 123 000
- 2002: 117 555
- 2007: 115 900